# Gherasim Gazi
Gherasim Gazi (n. 22 iulie 1945) este un fost deputat român în legislatura 1996-2000, ales în județul Iași pe listele partidului Minorități, (Uniunea Elenă din România). În cadrul activității sale parlamentare, Gherasim Gazi a fost membru în grupurile parlamentare de prietenie cu Republica Elenă și Regatul Unit al Marii Britanii și Irlandei de Nord. 